# USS Monticello (1859)
Le premier USS Monticello est un navire à vapeur à hélices en bois dans la marine de l'Union pendant la guerre de Sécession. Il est nommé en référence à la maison de Thomas Jefferson. Il a été brièvement nommé Star en mai 1861.
Le Monticello est construit à Mystic, Connecticut, en 1859 ; il est affrété par la Marine en mai 1861 ; et est acheté le 12 septembre 1861 à New York à la H. P. Cromwell & Company, pour servir dans l'escadron du blocus atlantique, le capitaine Henry d'Aigle le commandant.

## Historique du service

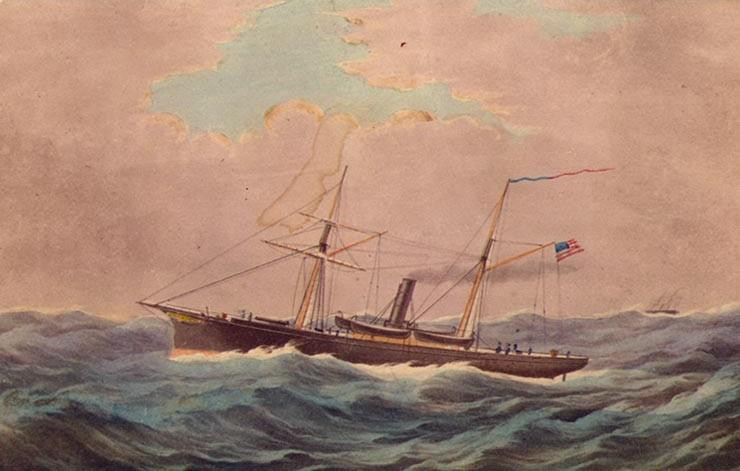
Impression couleurdu Monticello, ca. dans les années 1860

Le Monticello est rebaptisé Star le 3 mai 1861, mais il reprend son nom d'origine, le 23 mai. participant immédiatement à une action, le Monticello relève l'USS Baltimore dans le blocus de la James River et empêche la communication avec la rivière Elizabeth, le 2 mai, puis relève l'USS Quaker City au cap Henry, le 8. Il engage les batteries à Sewell's Point du 10 au 14 mai, puis continue le service de blocus jusqu'à ce qu'il remonte le Rappahannock jusqu'à Smith's Island le 24 juin. Opérant avec l'armée sur la James River au-dessus de Newport News, en Virginie, le 5 juillet, il disperse un corps de cavalerie confédérée. Engageant souvent des batteries confédérées jusqu'à la fin de 1861, il est dans l'escadron qui capture les batteries à Hatteras inlet les 28 et 29 août lors de la première grande victoire de l'Union, l'une qui a grandement encouragé le Nord. Il repousse les confédérés qui attaquent les soldats de l'Union dans cette région le 5 octobre.
Partant de Baltimore, dans le Maryland, le 25 mars 1862 pour effectuer le blocus de Wilmington, en Caroline du Nord , le Monticello participe à une expédition dans le Little Rver le 26 juin qui détruit deux goélettes. Il engage les batteries à New Inlet le 12 juillet, et capture la goélette britannique Revere hors de Wilmington le 11 octobre 1862. Après avoir relevé l'USS Genesee sur le blocus à Shallow Inlet le 15 novembre, le Monticello détruit les goélettes britanniques Ariel et Ann le 24.
Le Monticello opère autour de la Little River pendant 1863, capturant la goélette britannique Sun, le 30 mars, et le vapeur Old Fellow le 15 avril. Il se joint à l'expédition de Murrell's Inlet le 25 avril, et bombarde une goélette le 12 mai avec le Conemaugh. En novembre, il détruit les salines près de Little River Inlet.
De retour au blocus de Wilmington en janvier 1864, il se joint à l'expédition de Smithville, en Caroline du Nord (maintenant la ville de Southport) le 29 février, capturant le capitaine Patrick Kelly de l'état-major du général de Louis Hébert. En juillet, il rejoint la course contre le CSS Florida (croiseur), et le 24 août attaque les batteries confédérées à Masonboro Inlet.
Le Monticello participe aux attaques contre le fort Fisher, les 24 décembre et 25 décembre et les 13 et 14 janvier 1865. Elle accepte la reddition du fort Casswell les 18 et 19 janvier, puis participe à l'expédition de la Little River du 4 au 6 février.
Après la guerre, le Monticello est retiré du service le 24 juillet 1865, à Portsmouth, New Hampshire, et est vendu aux enchères publiques, à Boston, dans le Massachusetts à W. H. Lincoln le 1er novembre. Reconfiguré pour les services marchands le 25 juillet 1866, Il sert au commerce américain jusqu'à son naufrage au large de Terre-Neuve, le 29 avril 1872.